# 圣保罗和瓦尔马勒
圣保罗和瓦尔马勒（法語：Saint-Paul-et-Valmalle，法語發音：[sɛ̃ pɔl e valmal]）是法国埃罗省的一个市镇，属于洛代沃区。

## 地理
圣保罗和瓦尔马勒（43°37'35"N, 3°40'29"E）面积12.72 平方千米，位于法国奧克西塔尼大區埃罗省，该省份为法国南部沿海省份，南濒地中海，西南接奥德省，西北接塔恩省和阿韦龙省，东北与加尔省接壤。
与圣保罗和瓦尔马勒接壤的市镇（或旧市镇、城区）包括：欧姆拉斯、拉布瓦西耶尔、库尔农泰拉勒、蒙塔尔诺、米尔维耶勒-莱蒙彼利埃、皮尼昂。

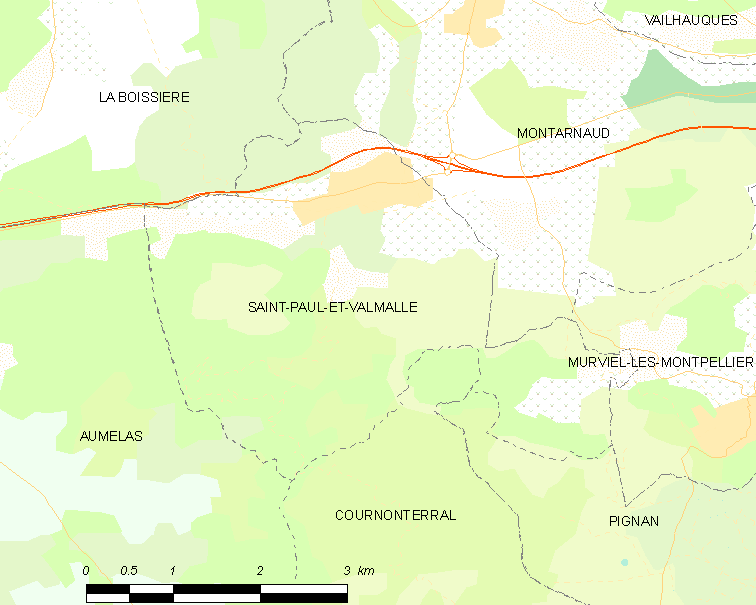
圣保罗和瓦尔马勒的OSM定位图

圣保罗和瓦尔马勒的时区为UTC+01:00、UTC+02:00（夏令时）。

## 行政
圣保罗和瓦尔马勒的邮政编码为34570，INSEE市镇编码为34282。

## 政治
圣保罗和瓦尔马勒所属的省级选区为日尼亚克县。

## 人口

1962-2008年间圣保罗和瓦尔马勒人口变化图示

圣保罗和瓦尔马勒于2022年1月1日时的人口数量为1367人。